# Kent-Olle Johansson
Kent-Olle Johansson (18 novembre 1960) è un ex lottatore svedese, specializzato nella lotta greco-romana.

## Palmarès
- Giochi olimpici

Los Angeles 1984: argento nei pesi gallo.